# Гверино по прозвищу Горемыка
«Гверино по прозвищу Горемыка» (итал. Guerrino detto il Meschino) — рыцарский роман Андреа да Барберино, написанный около 1410 года и напечатанный в 1473 году.

## «Гверино» и каролингский цикл
Хотя Андреа обычно перелагал известные французские жесты, источник «Гверино» не обнаружен и, видимо, не существует. Судя по всему, Андреа решился на полную сюжетную самостоятельность, и к каролингскому циклу книга присоединена достаточно условно: герой является правнуком Гверино да Монграна (Гарен де Монглан во французской жесте), который в свою очередь приходится внуком Буово Антонскому (Бэв из Антона, он же Бевис из Хэмптона или Бова Королевич). Карл Великий упомянут на первых страницах, и в дальнейшем ни он, ни его знаменитые рыцари в книге не появляются.

## Сюжет
Дураццо, владение короля Милона, отбито его прежними владыками; Милон с женой заключены в темницу, в которой будут томиться тридцать пять лет, а их двухмесячного сына Гверино спасает его кормилица. Но корабль, на котором они бегут, захвачен пиратами, кормилица погибает, а младенец продан в Константинополь и воспитывается под именем Горемыки в доме богатого купца. Кто он и кто его родители, он не знает.
Гверино зачислен в императорский штат и прислуживает за столом. Принцесса Элисена покоряет его сердце (но сама не обращает на него внимания). Гверино инкогнито участвует в турнире, куда съехались претенденты на руку принцессы, и побеждает в нём. Но он не может раскрыть себя, и награда остаётся невручённой. Проигравшие на турнире турки идут на Константинополь войной. Александр, наследный принц и друг Гверино, взят в плен, Гверино выручает его и снимает осаду с Константинополя. Элисену готовы выдать за спасителя, но оскорбленный обвинением в трусости, брошенным ему ранее Элисеной, он отказывается от принцессы.
Остальная (и большая) часть книги — роман странствий. Гверино, разыскивая свои истоки, проходит необъятные и экзотические пространства Востока: посещает Мекку, царство пресвитера Иоанна, Индию, Эфиопию, Египет, Ливию, Балканы. В Персии Гверино встречает избранницу своего сердца Антиниску, но ей придется целых десять лет ждать, покуда Горемыка не отыщет самого себя. В каждой из этих стран из путешественника он превращается в полководца, разбивает очередного неприятеля и вновь одиноким путником пускается в дорогу. Исчерпав таким образом Восток, он приходит на Запад, где наконец-то находит родителей. Теперь ему осталось вернуться на Восток за терпеливо ждущей в Персии Антиниской и привезти её на землю отцов.

## Популярность
«Гверино» превратился в исключительно популярную в Италии народную книгу и читался в низовой культурной среде ещё в начале XX века.